# Gespanschaft Karlovac
Die Gespanschaft Karlovac [ˈkaːrlɔʋats] (kroatisch Karlovačka županija) ist eine Gespanschaft in Zentralkroatien. Sie umfasst die weitere Umgebung der südwestlich von Zagreb gelegenen Stadt Karlovac und grenzt im Norden an Slowenien, im Süden an Bosnien-Herzegowina. Sie hat eine Fläche von 3.626 km² und 110.820 Einwohner (Stand 31. Dezember 2021). Der Verwaltungssitz ist Karlovac.

## Bevölkerung

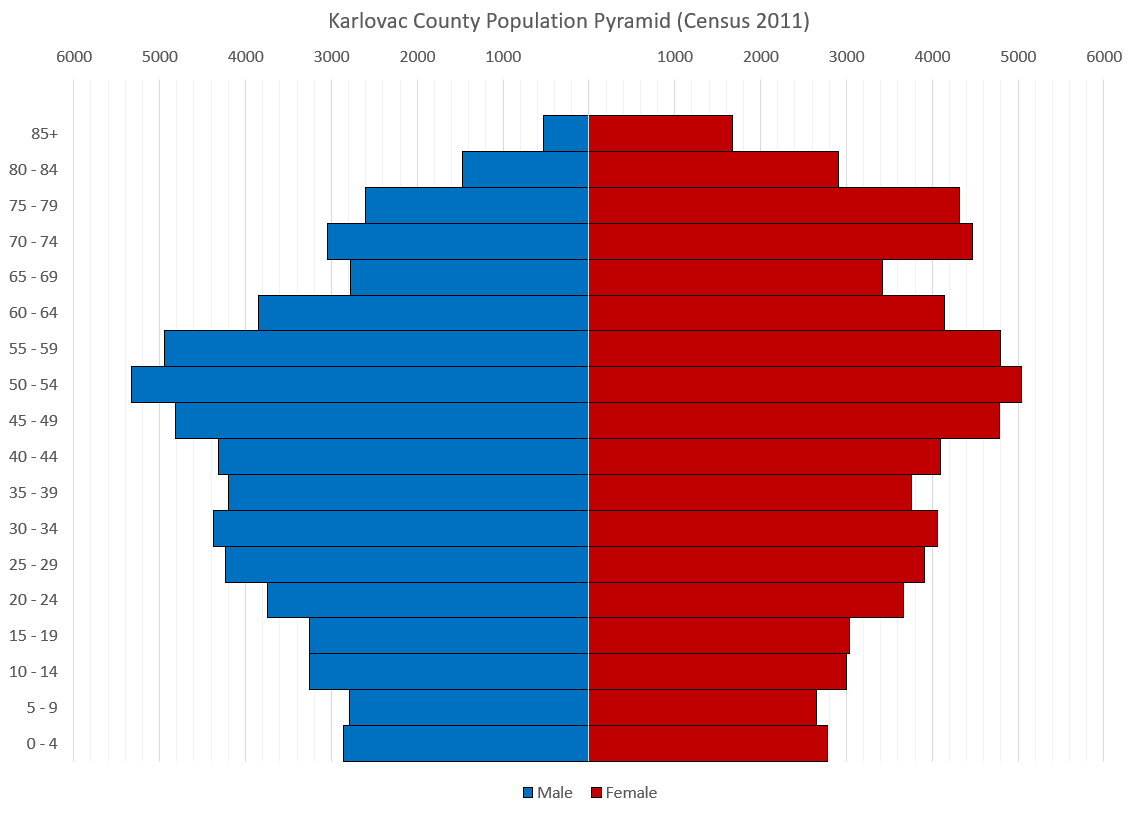
Alterspyramide der Gespanschaft Karlovac (Volkszählung 2011)

Zusammensetzung der Bevölkerung nach Nationalitäten (Daten der Volkszählung von 2021):
| Ethnie    | Anzahl  | Prozent |
| --------- | ------- | ------- |
| Kroaten   | 108.160 | 96,40 % |
| Serben    | 01.360  | 1,21 %  |
| Bosniaken | 000.616 | 00,55 % |
| Slowenen  | 000.239 | 00,21 % |
| Albaner   | 000.218 | 00,19 % |

## Städte und Gemeinden
Die Gespanschaft Karlovac ist in 5 Städte und 17 Gemeinden gegliedert. Diese werden nachstehend jeweils mit der Einwohnerzahl zur Zeit der Volkszählung von 2021 aufgeführt.

### Städte
| Stadt     | Einw.  |
| --------- | ------ |
| Duga Resa | 10.212 |
| Karlovac  | 49.377 |
| Ogulin    | 12.246 |
| Ozalj     | 05.837 |
| Slunj     | 04.224 |

### Gemeinden
| Gemeinde        | Einw. |
| --------------- | ----- |
| Barilović       | 2.673 |
| Bosiljevo       | 1.040 |
| Cetingrad       | 1.491 |
| Draganić        | 2.541 |
| Generalski Stol | 2.171 |
| Josipdol        | 3.419 |
| Kamanje         | 0.827 |
| Krnjak          | 1.332 |
| Lasinja         | 1.322 |
| Netretić        | 2.438 |
| Plaški          | 1.650 |
| Rakovica        | 2.230 |
| Ribnik          | 0.362 |
| Saborsko        | 0.466 |
| Tounj           | 1.002 |
| Vojnić          | 3.602 |
| Žakanje         | 1.732 |